# Туракул Зехни
Туракул Зехни (тадж. Тӯрақул Зеҳнӣ; узб. Toʻraqul Zehniy, настоящее имя Туракул Нарзикулов (тадж. Тӯрақул Нарзиқулов; узб. Toʻraqul Narziqulov) — советский, таджикский и узбекский писатель, поэт, литературовед, языковед и переводчик. Был членом Союза писателей Таджикской ССР.

## Биография
Туракул Нарзикулов родился в 1892 году в городе Самарканде, в махалле Галаа́сия (тадж. Галаосиё) на крайнем северо-востоке города, в таджикской семье. Учился в медресе Тилля-Кари, в центре Самарканда. Далее обучался в распространённом в то время так называемом однолетнем курсе по образованию. После завершения обучения, с 1919 года стал работать учителем таджикского языка и литературы в начальной школе Самарканда. Позднее, вплоть до 1925 года работал преподавателем в специальной школе по подготовке учителей начальных школ, также в Самарканде.
С 1919 года стал писать стихи. До этого начал писать книги и школьные учебники. Писал статьи и стихи, которые публиковались в ряде газет, в том числе в газетах Овози тоджик, Бедории тоджик, Рахбари дониш, Адабиёт.
В 1926—1932 годах работал в самаркандском отделении республиканского издательства Таджикской АССР (с 1929 года Таджикской ССР). До 1936 года работал преподавателем таджикского языка и литературы в самаркандском педагогическом техникуме. В 1940—1945 годах работал преподаветелем персидского языка в Узбекском государственном университете имени Алишера Навои (ныне Самаркандский государственный университет).
В 1945 году был арестован по надуманным обвинениям, провёл последующие 9 лет в ссылке в лагерях ГУЛАГа в Сибири и северном Казахстане. После освобождения, с 1956 года и вплоть до своей смерти в 1983 году работал научным сотрудником, позднее старшим научным сотрудником в Институте языка и литературы имени Рудаки Академии наук Таджикской ССР в Душанбе. Умер 10 апреля 1983 года в Душанбе, в 91-летнем возрасте. Дружил с рядом самаркандских поэтов и писателей, таких как Абдулкаюм Курби, Садриддин Айни и другие.
На счету Туракула Зехни более 300 научных статей и докладов по языковедению и литературоведению. Автор ряда книг по литературе и языковедению, педагогике. Первым перевёл с русского на таджикский язык повесть «Шинель» Николая Васильевича Гоголя.
Кроме родного таджикского языка, в совершенстве владел персидским, узбекским и русским языками. В честь Туракула Зехни названы ряд улиц в Таджикистане и Узбекистане, в частности в Душанбе, Худжанде и Самарканде.
Дочь — Фарруха Зехниева — известный филолог, литературовед и фольклорист, кандидат филологических наук.